# Sekou Kaba
Sekou Mohamed Kaba (Conakry, 25 agosto 1990) è un ostacolista guineano naturalizzato canadese.

## Biografia
È nato nella Repubblica di Guinea. Nel 2001 la sua famiglia è migrata a Ypsilanti, in Michigan, negli Stati Uniti d'America. Nel 2007 si è trasferito ad Ottawa, nello stato dell'Ontario, in Canada, dove ha iniziato a correre a livello agonistico per l'Ottawa Lions Track and Field Club. Ha potuto gareggiare per la nazionale canadese dal 2011, quando ha acquisito la relativa cittadinanza.
Ha rappresentato il Canada ai Giochi olimpici estivi di Rio de Janeiro 2016, dove è stato eliminato in batteria con il tempo di 13"70.

## Palmarès
| Anno                         | Manifestazione           | Sede           | Evento   | Risultato  | Prestazione | Note |
| ---------------------------- | ------------------------ | -------------- | -------- | ---------- | ----------- | ---- |
| In rappresentanza del Canada |                          |                |          |            |             |      |
| 2012                         | Campionati NACAC U23     | Irapuato       | 110 m hs | 5º         | 31"81       |      |
| 2013                         | Giochi della Francofonia | Nizza          | 110 m hs | Oro        | 13"84       |      |
| 2015                         | Giochi panamericani      | Toronto        | 110 m hs | Semifinale | 13"57       |      |
| 2015                         | Mondiali                 | Pechino        | 110 m hs | Semifinale | 13"58       |      |
| 2016                         | Giochi olimpici          | Rio de Janeiro | 110 m hs | Batteria   | 13"70       |      |
| 2017                         | Giochi della Francofonia | Abidjan        | 110 m hs | Argento    | 13"81       |      |
| 2017                         | Universiadi              | Taipei         | 110 m hs | 7º         | 13"87       |      |